# Robert de Blois
Robert (n. 834 - d. 866) a fost conte de Blois între 865 și 866.